# Марейнен, Виктор
Виктор Герард Мари Марейнен (нидерл. Victor Marijnen; 21 февраля 1917, Арнем —  5 апреля 1975, Гаага) — нидерландский политический и государственный деятель, премьер-министр Нидерландов (24 июля 1963—14 апреля 1965), юрист, доктор права. Лидер Католической народной партии (1963—1965).

## Биография
Сын владельца магазина. 
До 1941 года изучал право в Университете Неймегена. После его окончания работал в правительстве Нидерландов, в бухгалтерии министерств сельского хозяйства, рыболовства и экономики. До 1949 года возглавлял Департамент сельского хозяйства и агропромышленности. С 1951 года был заместителем директора по делам сельскохозяйственной торговли с зарубежьем, главой Департамента сельскохозяйственной торговли, промышленности и продвижения экспорта. Приобрел репутацию эксперта по вопросам сельского хозяйства и международных торговых отношений.
С 1959 по 1963 год работал министром сельского хозяйства Нидерландов. С 1963 по 1965 год занимал пост премьер-министра страны. Член Второй палаты Генеральных штатов Нидерландов (1963, 1965-1966).
С 1968 года до своей смерти был бургомистром Гааги.